# Куатли, Бахар
Бахар Куатли (род. 3 марта 1958, Дамаск) — французский шахматист, гроссмейстер (1989).
Зональные турниры ФИДЕ: Тегеран (1975) — 3—4-е; Шарджа (1981) — 1-е; Монпелье (1985) — 3—5-е места. Межзональный турнир в Толуке (1982) — 14-е место. Участник Всемирных шахматных олимпиад (1980—1988) и командного чемпионат мира (1985).
Лучшие результаты в международных соревнованиях: Рамсгит (1979, турнир «Б») — 2-е; Лес (1981 и 1983) — 4—6-е и 4—13-е; Баньё (1982), Марсель и Женева (1988) — 2—3-е; Сен-Максим (1983) — 2-е; Страсбур (1985) — 1—5-е; Трнава (1986) — 5—7-е; Будапешт (сентябрь 1987, 2-я группа) — 1-е; Колхапур (1987) — 1—2-е; Аугсбург (1989) — 1-е места.
С конца 1980-х Куатли стал организатором многих престижных турниров. Ему удалось добиться, что Франция приняла вторую половину матча Каспаров — Карпов в 1990 году. В середине 1990-х Бахар Куатли был выдвинут на пост президента ФИДЕ.
Башар Куатли свободно владеет французским, арабским и английским языками, также знает итальянский и испанский.

## Изменения рейтинга
| Графики недоступны из-за технических проблем. См. информацию на Фабрикаторе и на mediawiki.org. |